# Nat Baldwin
Nat Baldwin (* 1980, Portsmouth) je americký kontrabasista, baskytarista a zpěvák. Své první album nazvané Solo Contrabass vydal v roce 2003; jde o experimentální album, na kterém hrál pouze na kontrabas. V následujících letech vydal ještě několik experimentálních a později také rockových alb. Vedle své sólové kariéry byl také členem skupiny Dirty Projectors a spolupracoval s mnoha dalšími skupinami, mezi které patří například Vampire Weekend, Department of Eagles, Tiger Saw a Grizzly Bear.

## Diskografie

### Sólová
- Solo Contrabass (2003)
- Lights Out (2005)
- Enter the Winter (2006)
- Most Valuable Player (2007)
- People Changes (2011)
- In the Hollows (2014)[1]
- Autonomia I: Body Without Organs (2020)
- Autonomia II: Recombinations (2020)

### Ostatní
- Lavender (Lavender, 2001)
- Jessica Pavone and the String Army (Jessica Pavone, 2001)
- Get Your Eye (Lavender, 2002)
- Ceol Nua (Matthew Welch, 2002)
- Sing! (Tiger Saw, 2005)
- The Look South (Sam Rosen, 2006)
- New Attitude (Dirty Projectors, 2006)
- War Elephant (Deer Tick, 2007)
- Rise Above (Dirty Projectors, 2007)
- A Split (Extra Life, 2008)
- Fleur du Mal (C.J. Boyd, 2008)
- In Ear Park (Department of Eagles, 2008)
- Bitte Orca (Dirty Projectors, 2009)
- Long Live (Snowblink, 2010)
- Contra (Vampire Weekend, 2010)
- Mount Wittenberg Orca (Dirty Projectors, 2010)
- Swing Lo Magellan (Dirty Projectors, 2012)
- Shields (Grizzly Bear, 2012)
- Lamp Lit Prose (Dirty Projectors, 2018)